# المنجدة (عمران)
المنجدة هي إحدى قرى الجمهورية اليمنية. تتبع جغرافيا لمحافظة عمران وإداريًا لمديرية خارف. يبلغ تعداد سكانها 4080 نسمة حسب الإحصاء الذي أجري عام 2004.